# Przemysław Wojtkowiak
Przemysław Wojtkowiak (ur. 22 listopada 1973 w Poznaniu) – polski projektant gier planszowych. Wieloletni prezes Poznańskiego Stowarzyszenia Miłośników Gier Planszowych Gramajda. Trener i wykładowca warsztatów dla projektantów gier Laboratorium Gier. Współautor Poradnika projektowania gier planszowych. Pracuje w Rebel Studio jako autor i developer.
W 2018 za grę „Azyl Zagrożone Gatunki” (The Sanctuary: Endangered Species) wyróżniony w konkursie Gra Roku Najlepszy Debiut.  
W 2022 gra „Kroniki zamku Avel” zdobyła szereg nagród: Gioco del'Anno 2022 (Gra Roku we Włoszech), UK Games Expo Best Family Game Nominee,  Najlepsza Gra dla Dzieci, Najlepsza Gra Polskiego Autora, Najlepsza Gra Rodzinna, Wyróżnienie Mediów Najlepsza Gra dla Dzieci i Wyróżnienia Mediów Najlepsza Gra Rodzinna. 
w 2024 gra "Banda Pand i kawałki bambusa" zdobyły nagrodę Planszowa Gra Roku – dziecięca.

## Wydane tytuły
- Odkrywcy Internetu (2014, Wojewódzka Biblioteka Publiczna, ilustracje: Marek Rutkowski)
- Azyl Zagrożone gatunki (2017, Cube Factory of Ideas, ilustracje: Patrycja Ignaczak)
- Hrabia (2018,  Fundacja Zakłady Kórnickie, ilustracje: Artur Mikucki)
- Żywioły Lasu (2018, Centrum Koordynacji Projektów Środowiskowych, ilustracje: Roman Kucharski)
- Pociąg do Zakopanego (2019, Fundacja Zakłady Kórnickie, ilustracje: Artur Mikucki)
- Rescue Animals (2019, Strawberry Studio, ilustracje: Paulina Wach)
- Odkrywcy, Wynalazcy, Przedsiębiorcy (2019, Narodowe Muzeum Techniki, ilustracje: Dominika Raszkowska)
- Traintopia (2020, Board & Dice, ilustracje: Jakub Fajtanowski, Zbigniew Umgelter)
- Na Babią Górę (2020, Babiogórski Park Narodowy, ilustracje: Roman Kucharski, Przemysław Fornal)
- Kroniki zamku Avel (2021, Rebel Studio, ilustracje: Bartek Kordowski)[4]
- Kroniki zamku Avel: Niezbędnik poszukiwaczy przygód (2021, Rebel Studio, ilustracje: Bartek Kordowski)
- Mnożenie Dzielenie (2022, Wydawnictwo Nasza Księgarnia, ilustracje: Joanna Kłos)[5]
- Ticket to Europe (2022, Act Zero, ilustracje: Natalia Jura, Iga Brzezińska, Oskar Rachwalski)[6]
- Kroniki zamku Avel: Nowe Opowieści (2022, Rebel Studio, ilustracje: Bartek Kordowski)
- Printing Press (2023, Granna, ilustracje: Rafał Szłapa)
- Odkrywca parków narodowych (2023, Ministerstwo Klimatu i Środowiska, ilustracje Roman Kucharski)
- Hansa Guilds (2024, Visit Gdańsk, ilustracje Bartek Kordowski)
- Banda pand i kawałki bambusa (2024, Egmont, ilustracje Meago)
- Dungeon Legends (2024, Rebel Studio, ilustracje Bartek Kordowski)
- Rzepka (2024, Nasza Księgarnia, ilustracje Macxiej Szymanowicz)
- Floresta (2024, Mebo, ilustracje Roman Kucharski)
- Rafa koralowa (2024, Egmont)